# NGC 5243
NGC 5243 este o galaxie spirală situată în constelația Câinii de Vânătoare. A fost descoperită în 17 martie 1787 de către William Herschel.